# Les Grandes Chaleurs
Pour plus de détails, voir Fiche technique et Distribution.
Les Grandes Chaleurs est un film québécois réalisé par Sophie Lorain en 2009. Le scénario est tiré de la pièce de théâtre éponyme de Michel Marc Bouchard, mise en scène au théâtre La Fenière par Jacques Lessard en 1991.

## Synopsis
Gisèle Cloutier (Marie-Thérèse Fortin), une femme d'une cinquantaine d'années, travailleuse sociale dans un centre de jeunesse d'un quartier défavorisé de la ville de Québec, apprend à la mort de son mari qu'il a entretenu une relation secrète avec une autre femme sur une longue période de temps. Elle entame alors, non sans difficultés, une relation avec un ancien client nommé Yannick (François Arnaud), âgé d'à peine vingt ans. Au moment où il apprend la nouvelle du décès du mari de Gisèle, Yannick parcourt la ville de Québec pour la trouver et être là pour elle, car il est secrètement amoureux d'elle depuis des années. Par la suite, il ne peut s'empêcher de lui voler des choses, comme garantie de la revoir.

## Fiche technique
- Titre original : Les Grandes Chaleurs
- Réalisation : Sophie Lorain
- Scénario : Michel Marc Bouchard
- Musique : Dazmo
- Direction artistique : Richard Marchand
- Décors : Kim Thibodeau
- Costumes : Sophie Lefebvre
- Maquillage : Annick Legoût
- Coiffure : Félix Larivière
- Photographie : Alexis Durand-Brault
- Son : Claude La Haye, Claude Beaugrand, Louis Gignac
- Montage : Pierre Moffat
- Production : Christian Larouche, Valérie Bissonnette
- Sociétés de production : Vélocité International, Christal Films
- Sociétés de distribution : Christal Films, Les Films Séville
- Budget : 4,2 millions de dollars[1]
- Pays d'origine :  Canada
- Langue originale : français
- Format : couleur (Technicolor) — format d'image : 2,35:1
- Genre : comédie dramatique
- Durée : 99 minutes
- Dates de sortie :
  - Canada : 3 août 2009 (première au cinéma Impérial de Montréal)[2],[3]
  - Canada : 7 août 2009 (sortie en salle au Québec)
  - Canada : 24 novembre 2009 (DVD)

## Distribution
- Marie-Thérèse Fortin : Gisèle Cloutier
- François Arnaud : Yannick Ménard
- Marie Brassard : Marjo, sœur de Gisèle
- François Létourneau : Louis, fils de Gisèle
- Jeff Boudreault : directeur de la caisse bancaire
- Yvan Benoît : Laurent, le supérieur de Gisèle
- Véronique Beaudet : Louisette, fille de Gisèle et sœur jumelle de Louis
- Sophie Desmarais : Naomie, ex-copine de Yannick
- Claudia Ferri : Dolorès, la réceptionniste
- Maxime Dumontier : Julien-Carl, ami de Yannick
- Danièle Lorain : serveuse de Baie St-Paul
- Maxime Le Flaguais : Jérémie, flirt de Louis
- Guillaume Cyr : Marc, déménageur
- Thérèse Perreault : mère de Yannick
- Marc-François Blondin : vendeur d'urnes funéraires
- Hugues Frenette : vendeur de tamis

## Récompenses et distinctions

### Nominations
Prix Jutra 2010
- Meilleure actrice : Marie-Thérèse Fortin pour le rôle de Gisèle Cloutier

Prix Génie 2010
- Meilleure actrice de soutien : Marie Brassard pour le rôle de Marjo
- Meilleure chanson originale : Sari Dajani, Iohann Martin, Rudy Toussaint et John Von Aichlinger pour la chanson Bon Swa